# Omicidio di Lorenzo Cutugno
L'omicidio di Lorenzo Cutugno venne commesso a Torino l'11 aprile 1978: la vittima era un agente di custodia in servizio alle carceri di Torino, che cadde in un agguato delle Brigate Rosse durante il periodo noto come anni di piombo.

## Storia

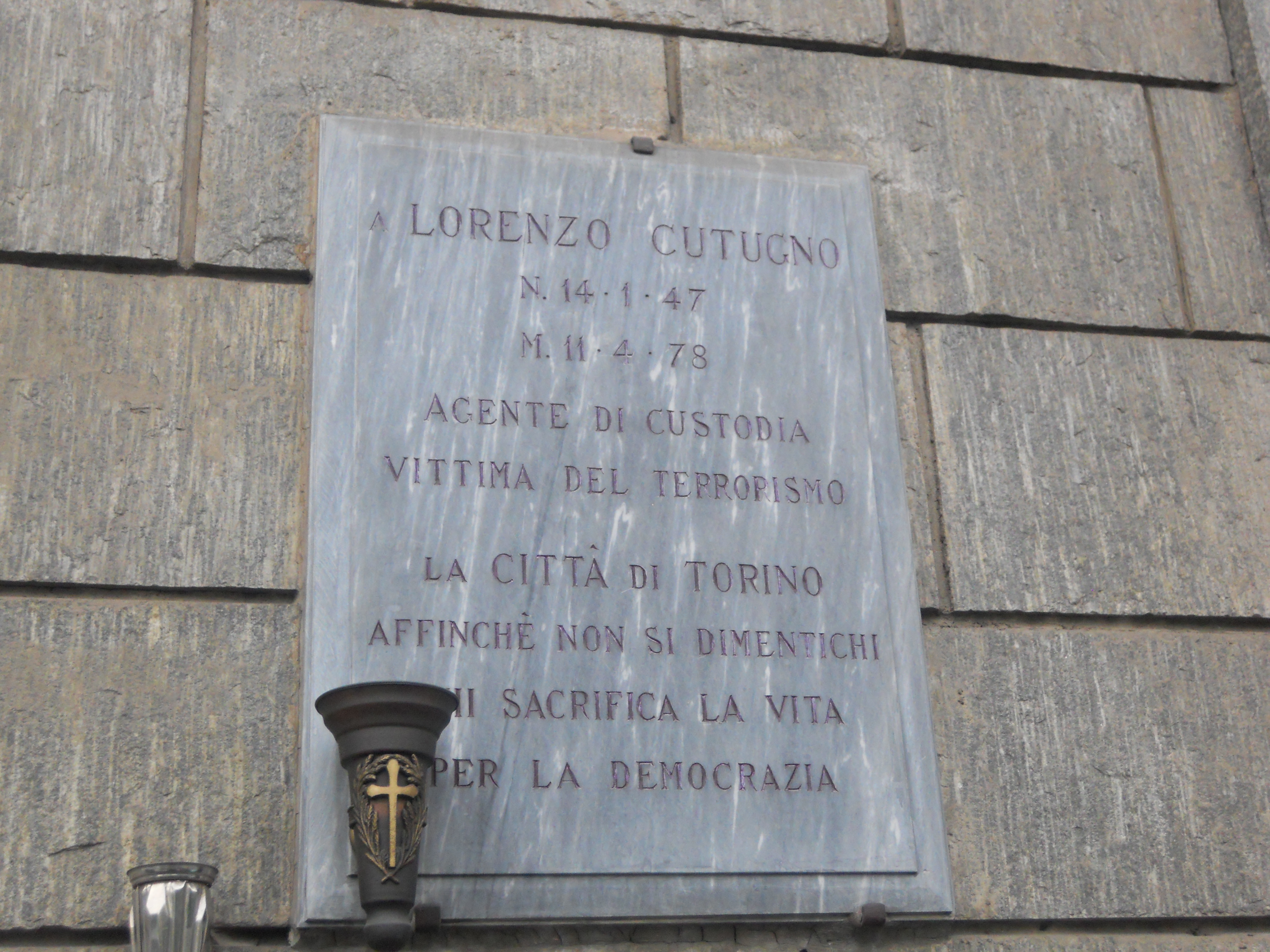
Targa commemorativa dell'agguato in zona Lungodora Napoli, a Torino

L'11 aprile 1978, mentre si trovava all'ingresso del palazzo dove risiedeva, in Lungo Dora Napoli 60, due brigatisti, Cristoforo Piancone e Nadia Ponti, lo colpirono ripetutamente alle gambe con l'obiettivo di ferirlo. Egli tentò di reagire con la sua pistola e, pur già ferito, uscì sulla strada e sparò ai due terroristi in fuga riuscendo a colpire entrambi: la Ponti fu ferita leggermente, ma Piancone in modo più serio. Un terzo brigatista, Vincenzo Acella, uscì dalla vettura nella quale stava aspettando i complici e colpì alle spalle il poliziotto, per poi sparargli un colpo mortale alla testa, dopo che era già ferito e riverso a terra. Cristoforo Piancone, abbandonato dai compagni in un vicino ospedale cittadino, si dichiarò successivamente prigioniero politico e fu condannato.